# Cidade Ocidental
Cidade Ocidental là một đô thị thuộc bang Goiás, Brasil. Đô thị này có diện tích 388,162 km², dân số năm 2007 là 48778 người, mật độ 125,7 người/km².